# 房靈敏
房靈敏（1964年5月—），男，汉族，山東鄆城人，中华人民共和国政治人物。西南交通大学管理科学与工程专业毕业，在职研究生学历，管理学博士，教授。現任中共廣西壯族自治區黨委常委、自治區紀委書記兼监察委主任。

## 生平
1983年6月加入中国共产党。1983年7月参加工作。1983年8月，毕业于山东师范大学数学系基础数学专业。1983年8月，在西藏大學任教，历任西藏大学数学专业助教、讲师，西藏大学教务处教务师资科副科长、教务科科长、副处长。1996年8月，任西藏自治区人民政府办公厅正县级秘书。2000年4月，任西藏大學党委委员、副校长。2003年8月，任西藏大学党委副书记、副校长。2005年4月，任西藏大学党委副书记、校长。2009年1月，任西藏大学党委书记、副校长。
2015年5月，任西藏自治区人民政府副主席、區教工委書記。2017年2月，兼任西藏自治区人民政府秘書長。2017年4月，任中共西藏自治區黨委常委。5月，兼任党委秘书长，不再担任西藏自治区人民政府副主席、自治区人民政府秘书长职务。2017年9月，任中共廣西壯族自治區黨委常委、自治區紀委書記。2018年1月，兼任自治区监察委员会主任。